# Bruno Belin
Bruno Belin (Zagreb, 16 de janeiro de 1929 - 20 de outubro de 1962) foi um futebolista iugoslavo que atuava como defensor.

## Carreira
Bruno Belin fez parte do elenco da Seleção Iugoslava de Futebol, na Copa do Mundo de  1954.
Após aposentar-se da carreira de jogador, tornou-se técnico, porém morreu em um acidente de trânsito em 20 de outubro de 1962, no quilômetro 25 da rodovia Belgrade-Zagreb.